# Digenis
Els digenis (Digenea, gr. dis, "doble" i genos, "raça") són una subclasse de platihelmints de la classe dels trematodes. Es tracta de cucs paràsits amb un tegument sincitial, en general proveïts de dues ventoses, una oral i una altra ventral. Els adults parasiten especialment el tub digestiu, però poden infestar qualsevol òrgan de totes les classes de vertebrats, inclòs l'ésser humà. Fasciola hepatica produeix la fasciolosis, un malaltia parasitària dels remugants que pot afectar l'home. L'esquistosomosi és la segona malaltia parasitària més devastadora socioeconòmicament després de la malària.
Antigament eren relacionats amb els Monogenea, però en l'actualitat s'admet que són més propers als Aspidogastrea i que els Monogenea estan més relacionats amb els Cestoda. S'han descrit més de 7.000 espècies.

## Característiques

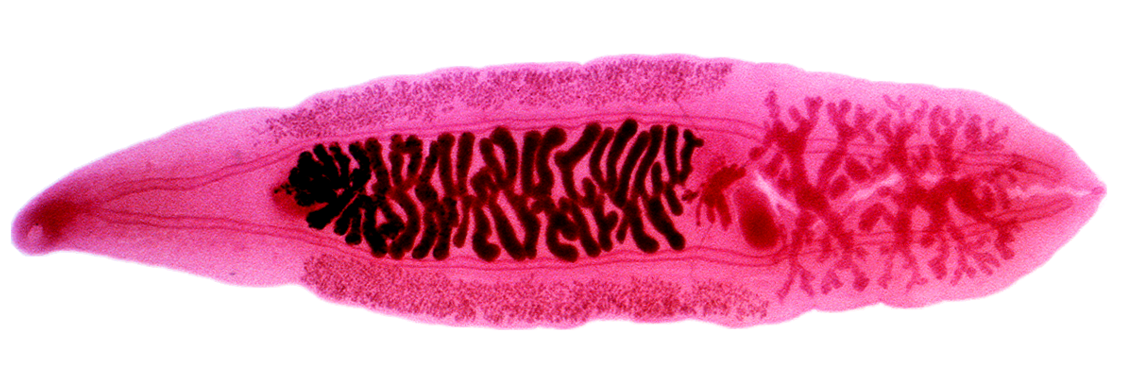
Clonorchis sinensis.

Els digenis adults són de formes molt variades, generalment són plans i foliacis. Mesuren de 200 µm a 7 cm, per bé que els didimozoides poden assolir els 15 m. Normalment presenten dues ventoses que els serveixen per fixar-se a l'hoste, una oral que envolta la boca i una ventral, anomenada acetàbul (que falta en certs grups).
La paret del cos és un tegument llis o amb rugositats, espines, etc.; està format per tres capes musculars superficials (circular, longitudinal i diagonal) sota les què hi ha un síncit. A través del tegument es produeix l'absorció de nutrients i la síntesi i la secreció de materials protectors. El tegument està recobert d’abundants papil·les sensorials. El cos és reblert de teixit connectiu parenquimàtic, que envolta els òrgans interns i té una funció mecànica i esquelètica.
Els digenis no tenen aparell respiratori ni circulatori. L'aparell digestiu té una boca, faringe, esòfag i dos cecs intestinals, ramificats o no i, només en algunes famílies (opecoèlids), un orifici anal. El sistema nerviós és semblant al dels turbel·laris, amb una massa ganglionar periesofàgica, de la qual surten els cordons nerviosos longitudinals que innerven tot el cos, units per comissures transversals. L'aparell excretor és protonefridial, com la resta de platihelmints.
La majoria dels digenis són hermafrodites. L'aparell reproductor masculí té dos testicles arrodonits o ramificats, a vegades més, fins i tot diverses desenes (esquistosomàtides) i un òrgan copulador o cirrus evaginable, llis o espinós, que desemboca al porus genital masculí, pròxim al femení, en un atri genital comú. L'aparell reproductor femení consta d’un sol ovari arrodonit i dues glàndules vitel·lines. L'oviducte s'eixampla per formar l’ootip, envoltat de nombroses glàndules unicel·lulars anomenades en conjunt glàndula de Mehlis, que formen una membrana al voltant de la massa d'ous i vitel. Hi ha també un receptacle seminal que emmagatzema els espermatozoides.

## Cicle biològic

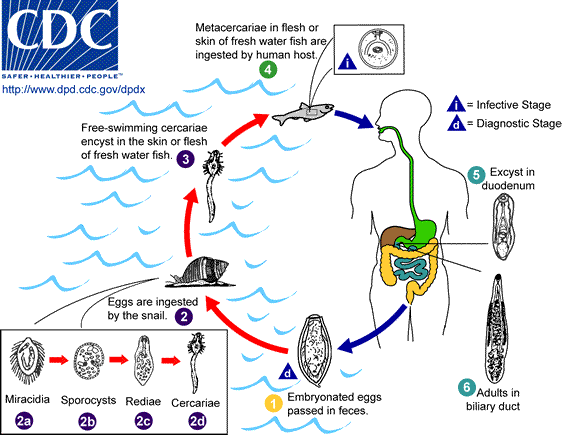
Cicle de triheteroxè de Clonorchis sinensis.

Els digenis tenen cicles de vida complexos, que necessita sempre dos hostes diferents, com a mínim (per tant són cicles heteroxens) i passen per diversos estadis o etapes. Segons les espècies, utilitzen un, dos o tres hostes intermediaris (cicles di, tri, i tetraheteroxens, respectivament), però la majoria són triheteroxens, és a dir, necessiten dos hostes intermediaris, on es desenvolupen estadis larvaris del paràsit, i un hoste definitiu, on es desenvolupa el cuc adult, l'única etapa sexualment activa. El primer hoste intermediari és sempre un mol·lusc, generalment un gastròpode, on les larves dels digenis es multipliquen asexualment per produir cercàries. El segon (i tercer) hoste intermediari pot ser un invertebrat o un vertebrat i, al seu interior, les cercàries esdevenen metacercàries (sovint dins d'un cist); la seva funció essencial és la de transportar el paràsit fins a l’hoste definitiu. Finalment, l'hoste definitiu, habitualment un vertebrat, és on els digenis duen a terme la reproducció sexual.

### Fases del cicle biològic

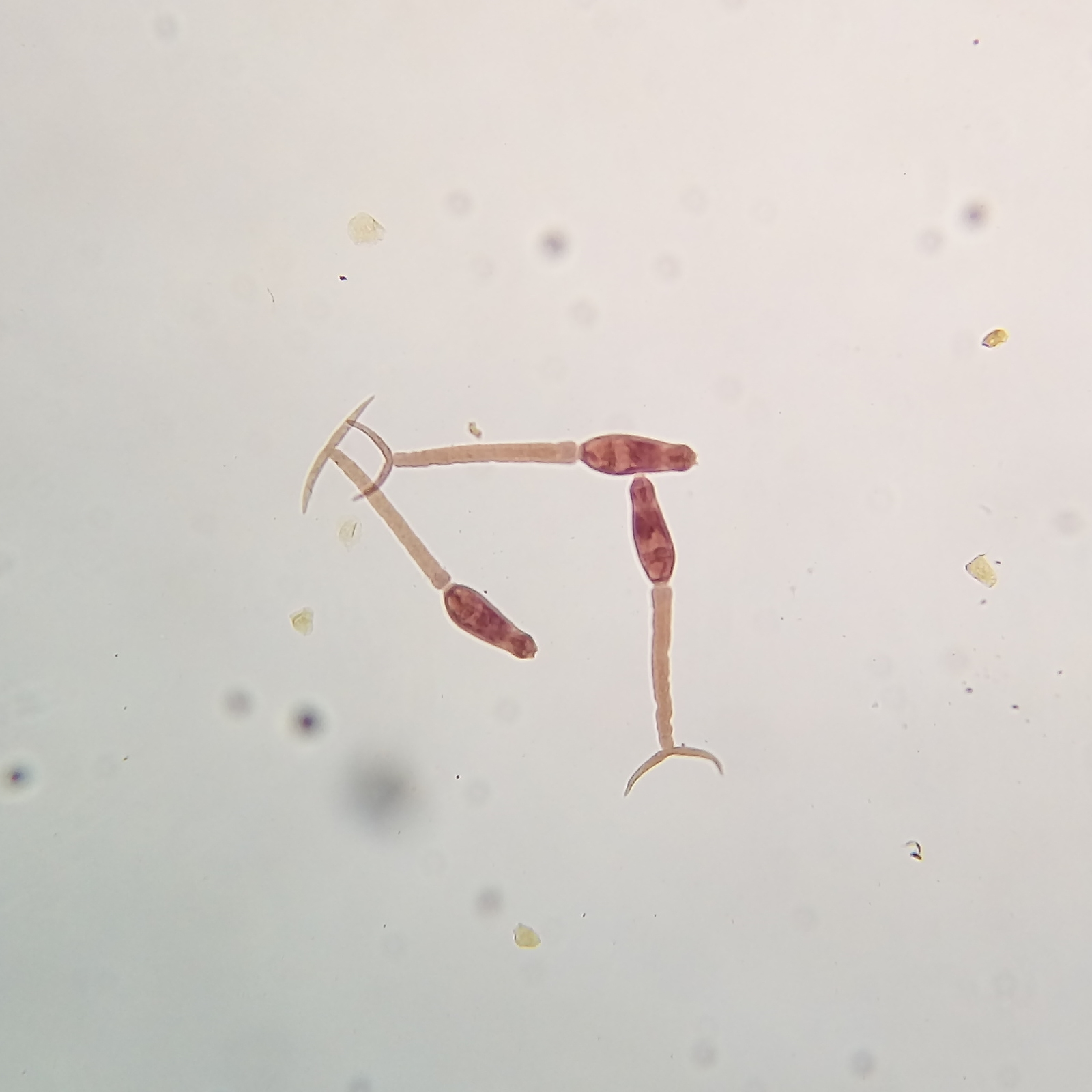
Cercàries de Schistosoma mansoni.

Malgrat que poden haver-hi variacions, les etapes genèriques del cicle biològic dels digenis són: l'ou, el miracidi, l'esporocist, la rèdia, la cercària i la metacercària:
- Ou. Els ous són alliberats pels individus ja adults en l'hoste definitiu; en eclosionar originen miracidis.

- Miracidi. És la primer estadi larvari dels digenis, que neix de l'ou, és ciliat i sovint neda lliurement, fins que penetra en el primer hoste intermediari.

- Esporocist. El miracidi fa una metamorfosi dins el primer hoste intermediari, i origina un esporocist, que es un sac germinal que va produint noves generacions d'esporocists fins que, finalment, originen el següent estadi larval, les rèdies o les cercàries.

- Rèdia. També són sacs germinals, una mica més complexos, amb boca i un cec intestinal, que donen rèdies de segona generació (idèntiques a la rèdia mare) o cercàries, segons els casos.

- Cercària. Estadi larvari, produït asexualment per l'esporocist o les rèdies i alliberat del primer hoste intermediari. Presenta una ventosa oral que té un estilet protràctil o està armada d’espines corbes, i una ventosa ventral de que manca en algunes espècies. L'aparell digestiu consta d’una boca situada a la ventosa oral i un intestí generalment bifurcat en dues branques cegues simples. Cal destacar la presència de dues taques oculars.

- Metacercària. Estadi larvari final en el cicle de vida dels digenis, excepte en els què les cercàries infesten directament l’hoste definitiu i donen lloc a l'adult (esquistosomatoïdeus). Generalment està encistada i en repòs en el medi extern o dins el segon hoste intermediari. Constitueix una forma de transició entre la cercària i l'adult.

## Taxonomia
Es coneixen 7.246 espècies de digenis, la classificació de les quals, fins a nivell de subordre, es mostra a continuació:
- Ordre Diplostomida
- Ordre Plagiorchiida
  - Subordre Apocreadiata
  - Subordre Bivesiculata
  - Subordre Bucephalata
  - Subordre Echinostomata
  - Subordre Gymnophallata
  - Subordre Haploporata
  - Subordre Haplosplanchnata
  - Subordre Hemiurata
  - Subordre Heronimata
  - Subordre Lepocreadiata
  - Subordre Monorchiata
  - Subordre Opisthorchiata
  - Subordre Plagiorchiata
  - Subordre Pronocephalata
  - Subordre Transversotremata
  - Subordre Xiphidiata